# Port de Gennevilliers
Le port de Gennevilliers est la première plateforme multimodale d'Île-de-France. Il fait partie du réseau portuaire francilien de HAROPA PORT
Situé à 5 km de Paris, il accueille 250 entreprises sur plus de 400 hectares. Il génère 8 000 emplois directs. C'est un port multi-activité : conteneurs, logistique, BTP, métallurgie, agroalimentaire, produits valorisables...Le terminal est exploité par Paris Terminal
Il permet à HAROPA PORT d'être le premier port fluvial français (devant le port autonome de Strasbourg à Strasbourg sur le Rhin, le port Édouard-Herriot à Lyon sur le Rhône et le port fluvial de Lille sur la Deûle).
Il est situé sur la commune de Gennevilliers dans le nord du département des Hauts-de-Seine.
En 2023, Gennevilliers a établi un nouveau record avec 130 895 EVP manutentionnés.

## Historique

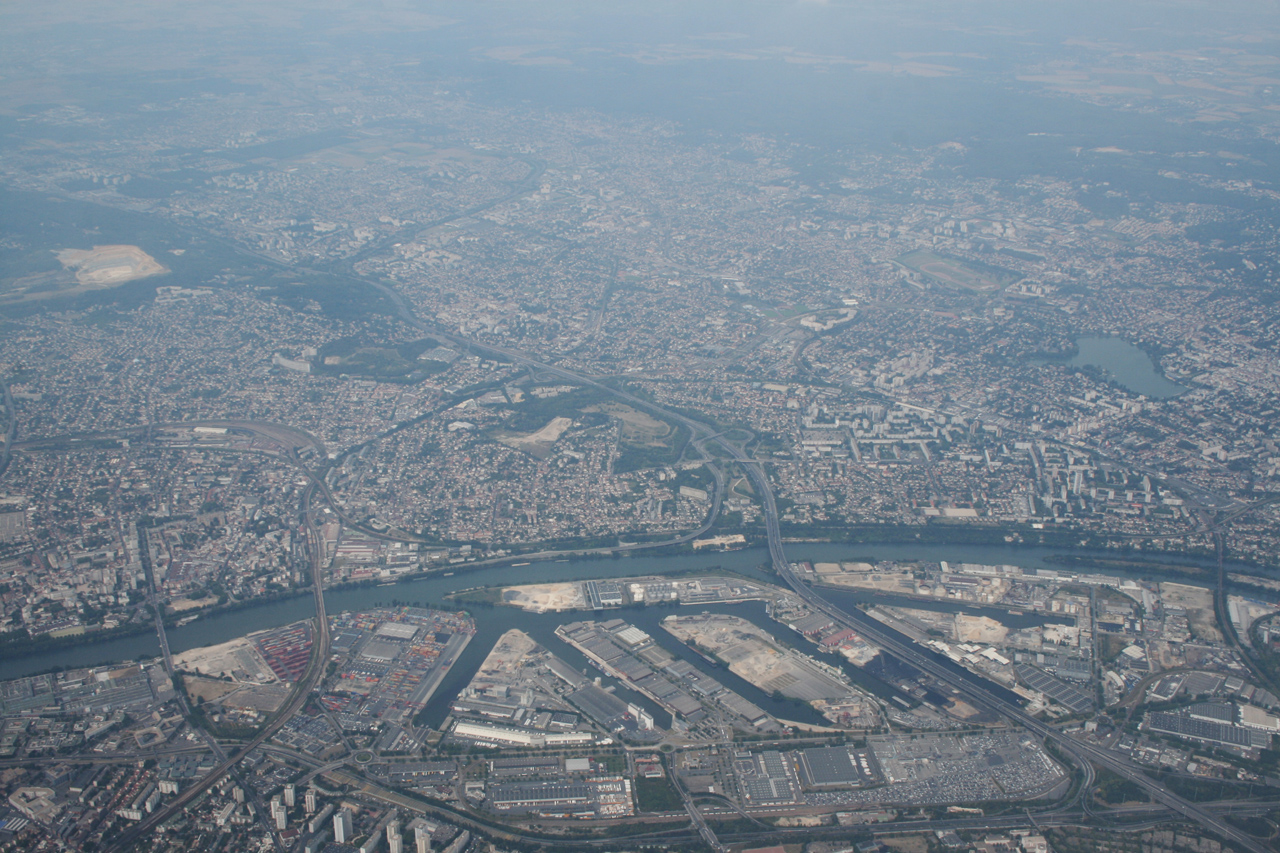
Vue aérienne.

### Les projets et la construction
Il y eut plusieurs projets, plus ou moins farfelus, pour la création d’un port à l'aval de Paris. Plusieurs endroits d’implantations furent évoqués surtout Clichy et la presqu’île de Gennevilliers. Le projet d'Aristide Dumont et de Louis Richard, dressé en 1863, envisageait de réaliser un port qui utiliserait la totalité de la boucle de la presqu’île, correspondant à la commune actuelle de Villeneuve-la-Garenne. La liaison avec la capitale prévoyait une route très large, et totalement rectiligne, qui relierait le port à l’arc de triomphe de l'Étoile.
Après la crue de 1910, une commission est mise en place afin d’étudier sérieusement, un emplacement et un projet. Cette commission siège de 1911 à 1914 pour adopter plusieurs points dont celui d’établir le nouveau port dans la presqu’île de Gennevilliers et de le raccorder avec les voies ferrées de l’Ouest, de l’État, du Nord et de la Grande Ceinture.
La commission a privilégié ce lieu d’implantation plutôt que Clichy essentiellement en raison de la faible urbanisation. Peu industrialisé, cet endroit est encore très agricole et offre l’avantage de disposer du terrain nécessaire. Par ailleurs, ce site, proche des voies ferrées, est également accessible aux bateaux provenant de la basse Seine. Les ponts ne sont pas trop bas. Il reste toutefois à convaincre la municipalité et ses habitants.
En 1917, les deux ingénieurs Fulgence Bienvenüe et Louis Suquet sont chargés par le conseil municipal de dresser les avant-projets. Leurs plans transmis en 1919 sont adoptés en 1920. Ils seront réalisés presque exactement comme ils les avaient prévus.
En 1925, après l’avis d’enquête lancée en 1920, pour l’acquisition de terrains, est lancée l’enquête publique pour commencer les sondages géologiques. L'année suivante, le département envisage l’expropriation des terrains pour aboutir à la propriété portuaire requise.
La construction des deux premières darses commencent en 1928.
En 1931, les deux premiers bassins sont terminés. Ils ne seront toutefois utilisés qu’après la Seconde Guerre mondiale. La percée en Seine et les entrées du port sont réalisées juste avant la déclaration de guerre.
Pendant les trente Glorieuses, le port contribue à la croissance du pays. Il devient très vite l'arrière-port naturel des ports du Havre et de Rouen.

### La Seconde Guerre mondiale

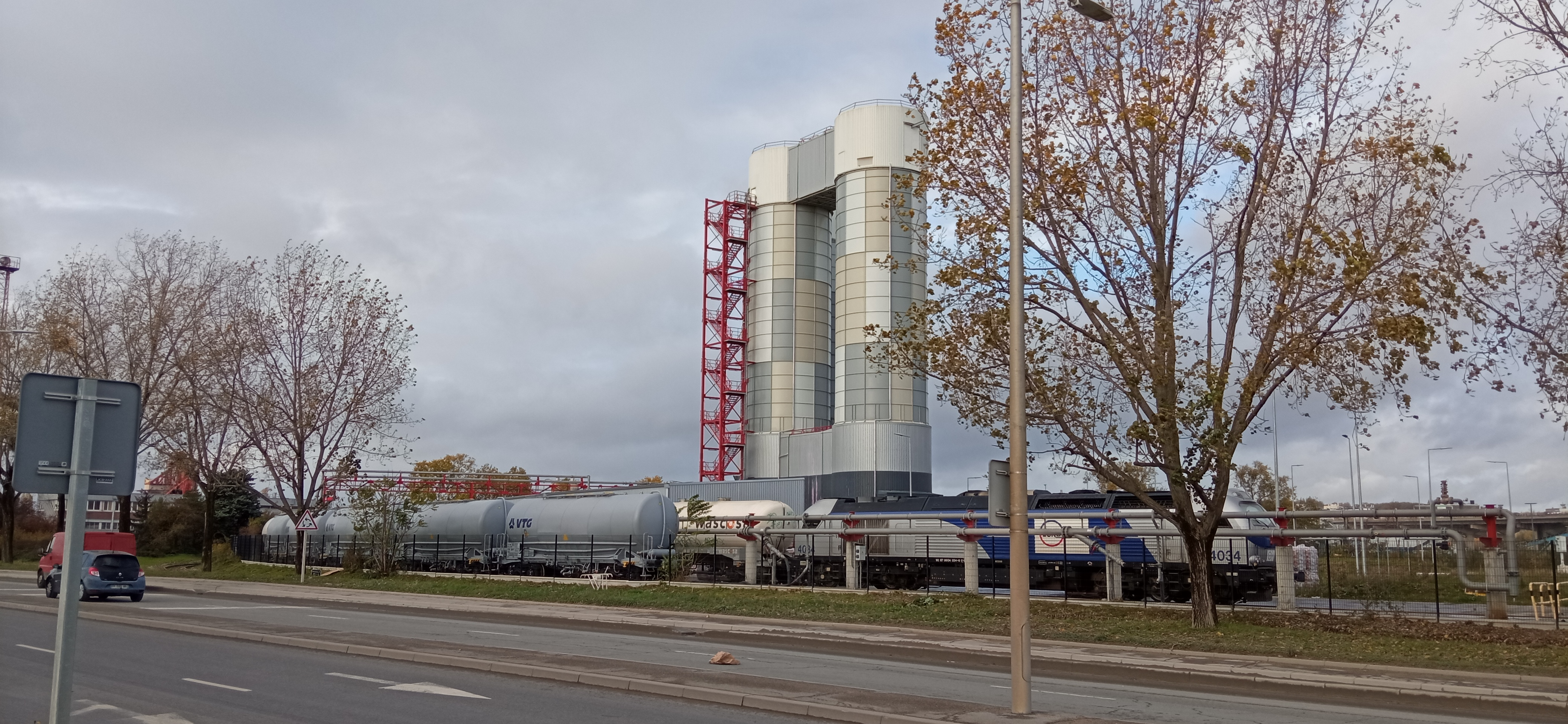
Desserte ferroviaire d'une entreprise.

En 1940, après l'Armistice, la poursuite des travaux de creusement est décidée malgré le manque de matériel. En 1942, les troupes d’occupation s’installent au port charbonnier, occupent les dépôts de la société d’hydrocarbures. Les Allemands réquisitionnent la main-d’œuvre, les travaux d’agrandissement du port cessent. Les ouvriers français, construisent en remplacement, deux parcs de matériel militaire Pionner Park, des hangars, des voies ferrées, des bureaux et des logements. En 1943, la partie laissée à l’Office national de la navigation est réquisitionnée. Le 20 août 1944, Waldeck L'Huillier devient maire en remplacement de Jean Grandel fusillé par les Allemands. Le comité local de libération reprend le projet du port.
La guerre avait détruit tous les ponts sur la Seine entre Gennevilliers et la mer. Ces destructions sont d’une certaine façon une aubaine ; ces ponts, qui avaient empêché les gros navires de remonter vers la capitale, seront donc reconstruits en augmentant leur hauteur entre la surface du fleuve et le tablier des ponts. C’est ainsi qu’ils seront reconstruits selon de nouvelles normes laissant passer les bateaux de fort tonnage.
Le 25 août 1944, les Allemands sont chassés. Le 1er septembre, les troupes américaines occupent le Pi Park.

### De l'après-guerre à nos jours
En 1946 les deux premières darses (1 et 2) sont mises en service et la troisième (darse 6), destinée au trafic des combustibles liquides, est mise en creusement. Le raccordement avec les voies ferrées de la ligne de La Plaine à Ermont - Eaubonne vers la région Nord est effectué. Dès le début le port attire l’implantation de grandes industries ayant besoin à la fois de la voie d’eau et de la voie ferrée.
En 1948, juste avant l’ouverture des nouvelles installations, le trafic est de 45 000 tonnes. Le trafic passe à 450 000 tonnes en 1950. Dès cette année-là, on peut distinguer trois acteurs principaux : le département qui participe pour une large part à la construction d’infrastructures (quais bassins, voies ferrées, routes, etc.) ; la chambre de commerce de Paris qui réalise l’outillage (grues, portiques, etc.) et les industriels qui louent et aménagent les terrains en  entrepôts.
En 1955, la darse 5 est mise en service. En 1957, les magasins et les entrepôts couvrent plus de trois hectares. Cette même année est mis en service un important silo à grains de 2 300 tonnes. C’est l’un des plus grands (voire le plus grand) et des plus modernes d’Europe. Les blés proviennent des différentes régions de France ; ils sont mélangés, donnant une qualité bien particulière longtemps appelé « blé de Gennevilliers » (alors qu’il n’est pas cultivé sur place). Depuis 1996, ce sont les Grands Moulins de Paris qui occupent ces silos de 28 mètres de haut et de 180 mètres de long. La construction d’un silo à ciment destiné aux matériaux des travaux publics est également achevée.
En 1958, le port comptait 32 000 m2 de magasins et entrepôts couvert, huit grues électriques sur portiques ayant 18 mètres de portée, huit grues sur chenilles, 22 charriots de chargement, 12 km de berges et 27 km de voies ferrées réparties sur le territoire portuaire. Cette même année, le trafic maritime du port de Gennevilliers a atteint 119 638 tonnes, donnant lieu à 986 mouvements de caboteurs de mer français, hollandais, anglais et allemands. À partir du charbon, on fabriquait le gaz de ville et le coke. Ce dernier, résidu de la distillation de la houille, était réservé à la métallurgie lorsqu’il était de bonne qualité, le reste, trop friable étant destiné à la vente aux particuliers pour le chauffage.
En 1960, le 5e bassin (darse 3) est mis en service, le trafic est d’environ 1 350 000 tonnes. En 1963, c’est le tour du 6e bassin (darse 4) avec l’implantation de la première gare routière internationale, mais provisoire. Environ 300 000 m3 cubes d’hydrocarbures sont stockés dans les cuves du port, ce qui représente environ la consommation d’essence de Paris pour six mois.
À partir de 1965, un parc de stockage de tracteurs et  de voitures neuves acheminées par voie fluviale est créé (essentiellement des voitures Renault).
En 1970, le trafic s'élève à 9 000 000 de tonnes. Les principales marchandises transportées sont les hydrocarbures, les matériaux de construction, les produits industriels et agricoles, les charbons, les véhicules, etc. De nouvelles implantations industrielles se développent : chantier de récupération de ferrailles englobant les vieilles voitures à concasser, entrepôts, ordures ménagères, sable, etc. Les années 1970 marquent l’apogée du port. Premier port pétrolier de France, c’est aussi un port polyvalent.
En 1974 : création du GIE Paris Terminal sur le port de Gennevilliers ; 
En 2021, le port de Gennevilliers (ports de Paris) fusionnent avec les ports du Havre et de Rouen pour former HAROPA PORT, le Grand port fluvio-maritime de l'axe-Seine .

## Géographie

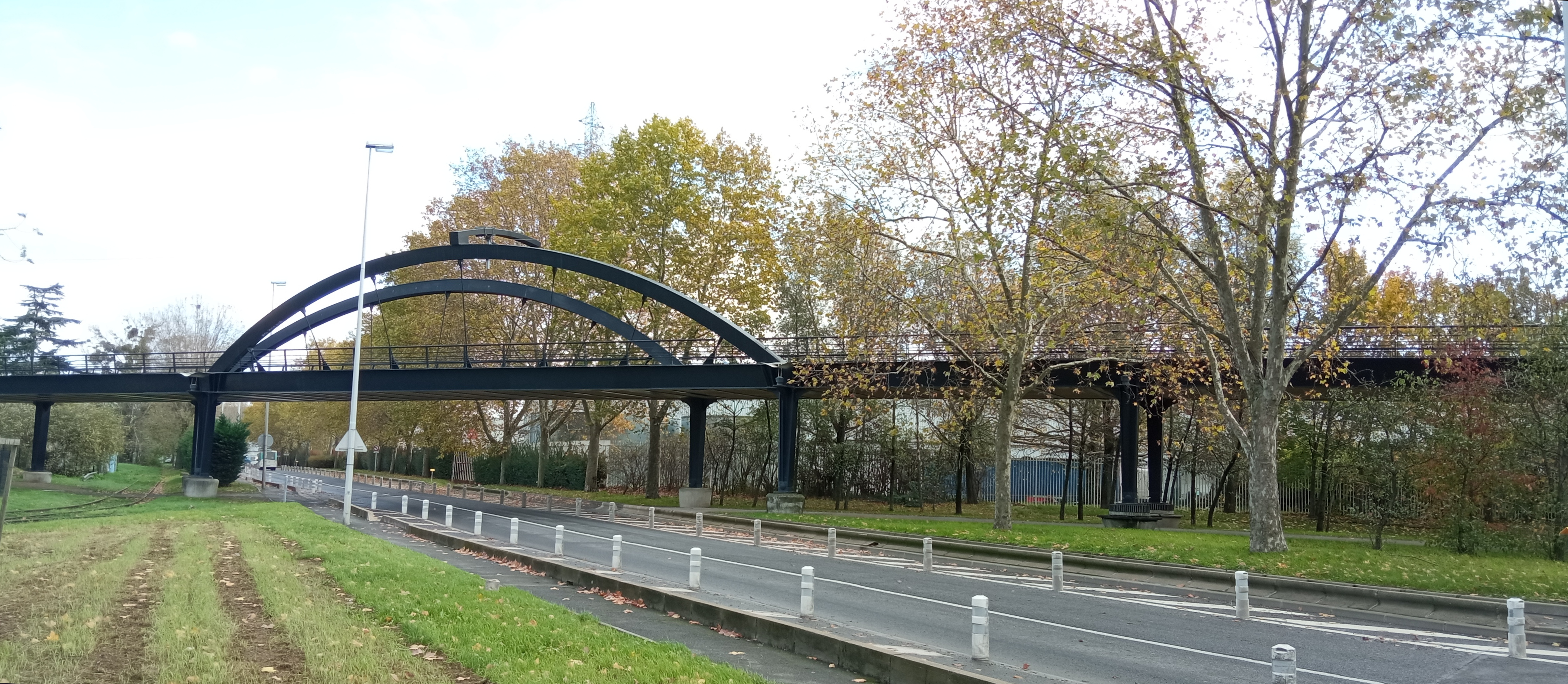
Pont ferroviaire franchissant la Route Principale du Port et la piste cyclable.

Situé sur la Seine à Gennevilliers, le port s'étend sur 401 ha. Les bureaux du port sont situés au 62 route Principale du Port.
Le port comprend trois types d'espaces : 
- 51 ha représentent les plans d’eau avec deux chenaux et six darses de 660 à 800 m de long ;
- une zone industrielle de 220 ha avec magasins et entrepôts d’entreprises, qui accueille environ 250 entreprises, ainsi qu'une pépinière d'entreprises[4] ;
- 272 ha consacrés aux activités portuaires et aux services divers (sécurité, douanes, pompiers, manutention, transport, implantation d'entreprises, etc. représentant une surface de 510 000 m2 de bâtiments, 78 ha d'espaces publics aménagés.

## Activités portuaires
Ses principales activités sont celles d'un port de commerce. Le port est adapté au transport fluvial par automoteur ou par barge pour le trafic de conteneurs et de marchandises semi-finies non périssables, mais aussi pour les matériaux lourds, appelés pondéreux : sables, graviers (de construction ou routier) et ciments (premier port cimentier d'Europe), matériaux de construction finis (charpentes métallique), d'emballages (papier, palettes), ou certains composés chimiques classés. Durant les années 2000, le port développe l'accueil d'entreprises de recyclage qui occupent une trentaine d'hectares.
Le port accueil également du transport chimiquier, pétrolier et produits de chauffage, et celui plus traditionnel des céréales (Grands Moulins de Paris) et autres produits alimentaires bruts non périssables.

## Galerie de photographies

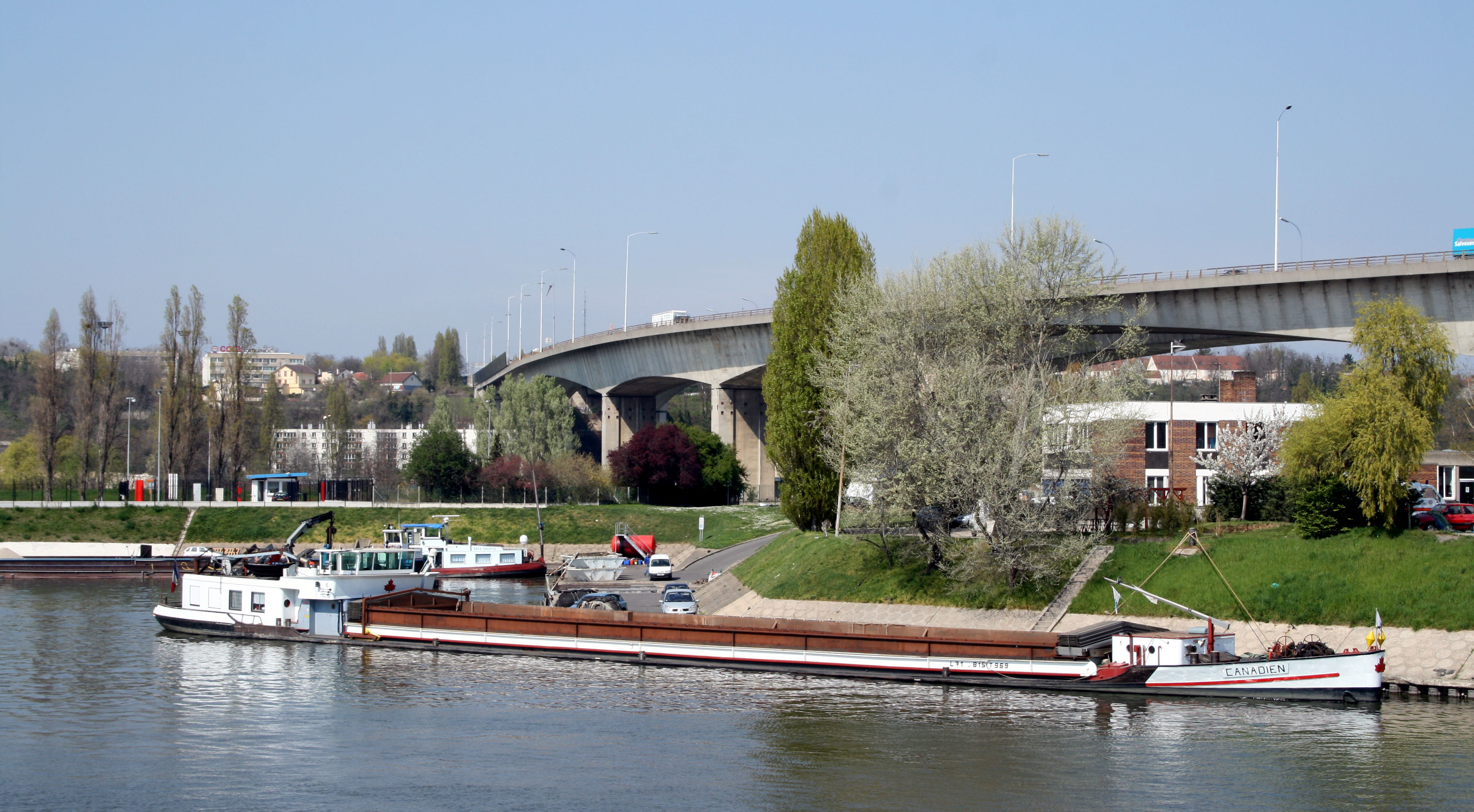
Le viaduc de l'autoroute A15.
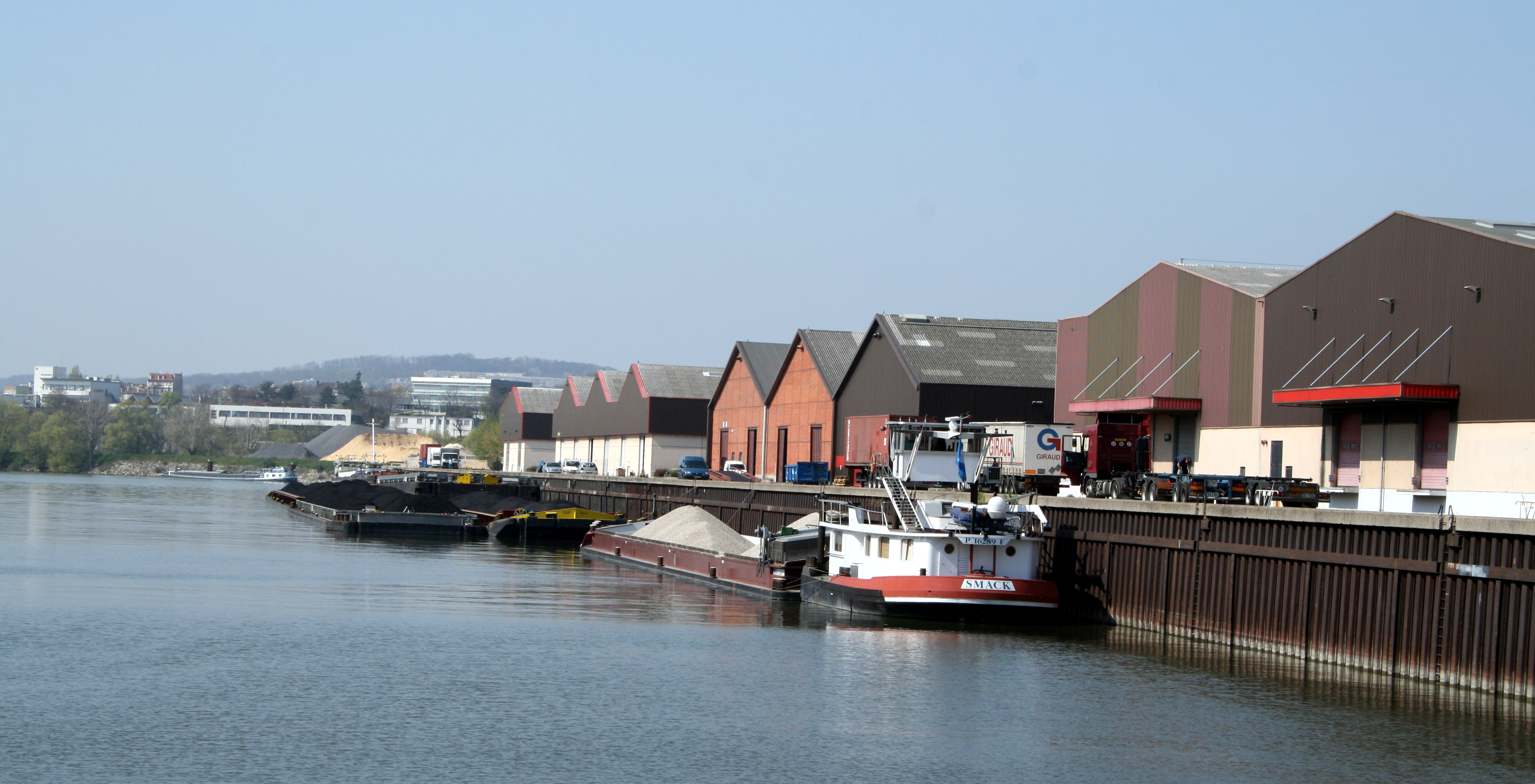
Péniches le long de hangars.
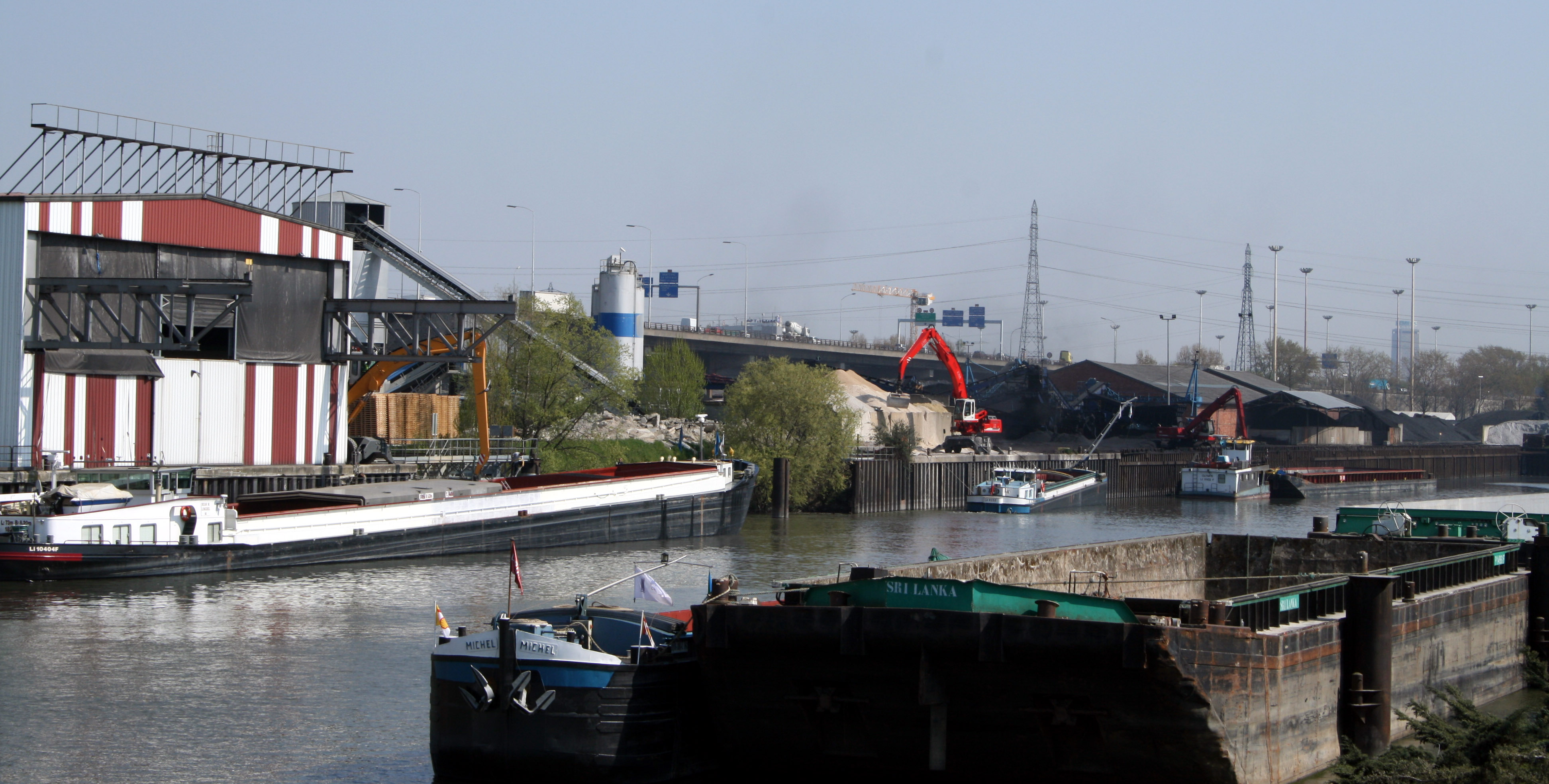
Barges et péniches.
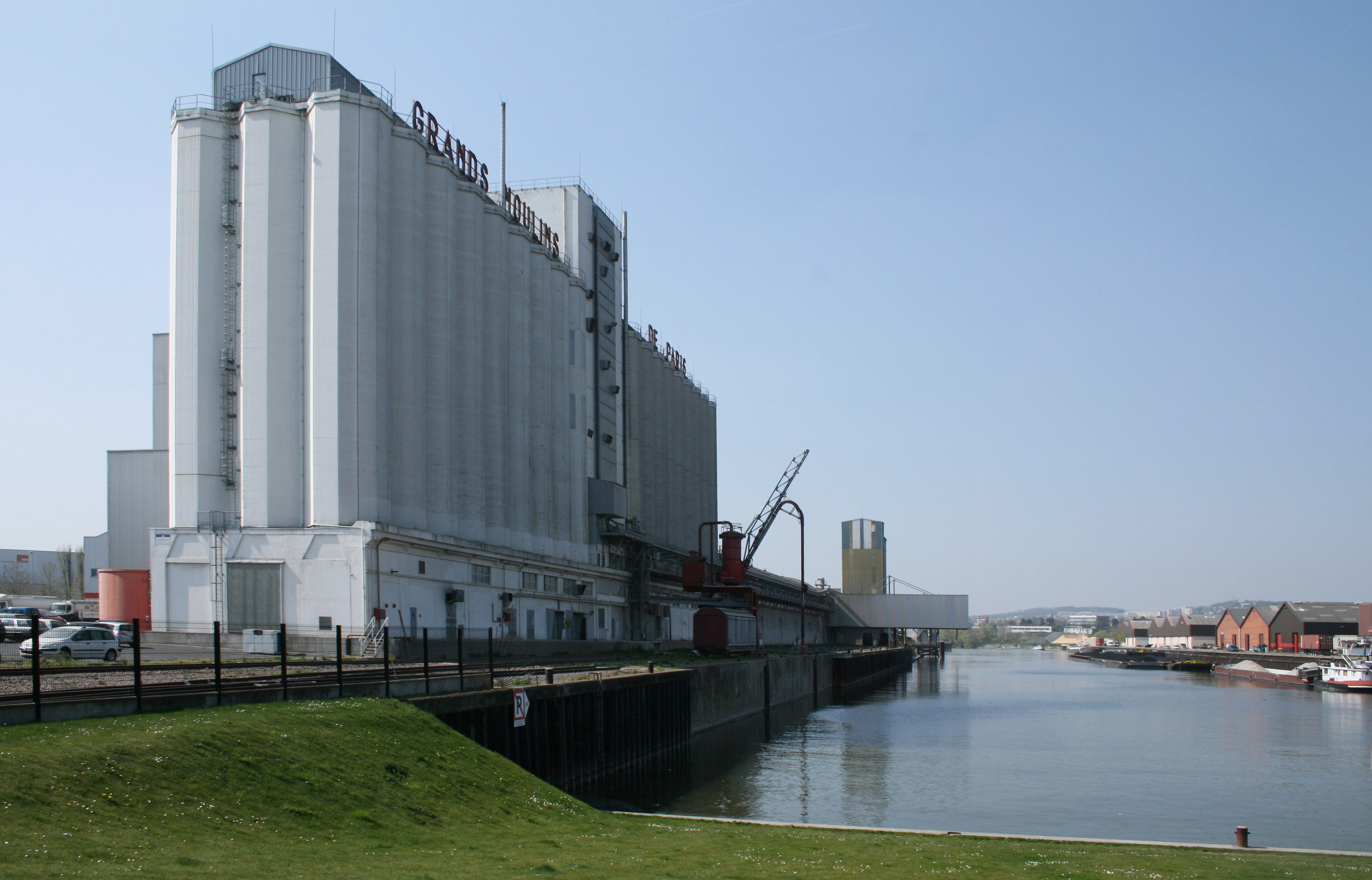
Silos des Grands Moulins de Paris.